# Какава, Тамара Бицаевна
Тамара Бицаевна Какава (1922 год, село Пирвели Гали, ССР Абхазия) — звеньевая колхоза имени Сталинской Конституции Гальского района, Абхазская АССР, Грузинская ССР. Герой Социалистического Труда (1949). Депутат Верховного Совета Абхазской АССР 2-го и 3-го созывов.

## Биография
Родилась в 1922 году в крестьянской семье в селе Пирвели Гали.
С конца 1930-х годов трудилась рядовой колхозницей на чайной плантации в колхозе имени Сталинской Конституции Гальского района, председателем которого был Константин Дитоевич Чеминава. В послевоенное время — звеньевая чаеводов в этом же колхозе.
В 1948 году звено под её руководством собрало 8151,2 килограмма сортового зелёного чайного листа на площади 2 гектара. Указом Президиума Верховного Совета СССР от 29 августа 1949 года удостоена звания Героя Социалистического Труда за «получение высоких урожаев сортового зелёного чайного листа в 1948 году» с вручением ордена Ленина и золотой медали «Серп и Молот» (№ 4489).
Избиралась депутатом Верховного Совета Абхазской АССР 2-го и 3-го созывов (1947—1955).
После выхода на пенсию проживала в родном селе Пирвели Гали Гальского района.
Награды
- Герой Социалистического Труда
- Орден Ленина
- Орден Трудового Красного Знамени (19.07.1950).